# Dzierżążnik (Wodziczna)
Dzierżążnik – przysiółek wsi Wodziczna w Polsce, położony w województwie wielkopolskim, w powiecie kępińskim, w gminie Trzcinica. Przysiółek wchodzi w skład sołectwa Wodziczna.
W latach 1975–1998 przysiółek należał administracyjnie do województwa kaliskiego.